# Santuario di Sant'Abaco
Il santuario di Sant'Abaco sorge a Caselette (TO) sulle prime pendici del Monte Musinè (a 535 m s.l.m.). Oltre ad essere un luogo di culto è anche facile meta di escursioni; vi si accede per una strada acciottolata che sale dal campo sportivo di Caselette.

## Storia
Sulle origini del santuario di Caselette le notizie sono scarse e incerte. In una relazione di metà del 1700 si afferma: «...la cappella di S. Abaco fu edificata nell'anno 1551, come dalle memorie si è potuto congetturare, già per due volte demolita e in diversi luoghi costrutta». Informazione problematica: non si sa su quali memorie si fondi la congettura sulla data di costruzione né quali fossero i diversi luoghi su cui fu costruita due volte la cappella.
La prima citazione diretta è del 1622: in un atto comunale i confini di un appezzamento boschivo sul Musinè vengono indicati con riferimento alla cappella. Nel 1673 l'edificio è ricordato nella relazione della Visita Pastorale dell'arcivescovo di Torino Beggiamo e nel 1713 è pagato dal Comune il quadro (la tela sull'altare), opera del pittore Giuseppe Maso.
A inizio 1700 (ma forse anche già prima) a Sant'Abaco vive un eremita, una specie di sacrestano, riconosciuto dall'autorità ecclesiastica, che provvede a pulire e custodire la cappella. Il primo conosciuto è Antonio Bertolotto (morto nel 1743); dopo di lui Tommaso Gollier (morto nel 1770) e Michele Rocco Carnino (morto nel 1826).
Il santuario attira una grande venerazione: nel giorno della festa vi converge una folla di fedeli dai paesi vicini, e vi è già attestata la pratica degli ex voto. La cura del santuario è affidata a un Rettore (più tardi Priore); il primo conosciuto è Carlo Fassio, a lungo rettore negli anni trenta (incarico non ancora annuale). Sono attestate anche le Priore (2 ogni anno), incaricate soprattutto di raccogliere offerte; la prima conosciuta è Antonia Chiarbonello.
Nel 1736 la gestione del santuario passa sotto il controllo parrocchiale: il parroco don Gaspare Forto, assume egli stesso il compito di Rettore, cominciando anche a tenerne una documentazione scritta. Due le ragioni di questa scelta: inserire meglio S. Abaco nella pastorale della parrocchia e rilanciare una devozione che nel paese si è intiepidita. Il parroco nomina un coadiutore, Giovanni Battista Putero, che diventa poi Rettore. Putero gestisce il santuario per 27 anni (1736-1763) con cura scrupolosa e sollecita: la disponibilità economica migliora, si fanno interventi di manutenzione e spese per l'arredo; la partecipazione dei caselettesi alla vita religiosa di Sant'Abaco vede una ripresa.
Tra il 1765 e il 1770 si fanno interventi importanti sull'edificio: la cappella è ingrandita e viene costruito un campanile. La chiesa non ha ancora portico; sulla facciata si aprono due finestre, l'altare è più o meno come lo si vede oggi, dietro c'è un piccolo coro e dietro ancora o di fianco la stanzetta dell'eremita.
Nel 1817-18 si realizza un intervento edilizio di notevole portata per iniziativa di Antonio Conti (priore per più di 20 anni dal 1811 al 1834): restauro e ampliamento della chiesa, resisi necessari in un periodo in cui è in aumento il numero di fedeli che sale al santuario nel giorno delle celebrazioni e la cappella troppo piccola non riesce a contenerli.
A inizio ‘800 cambia il sistema di nomina dei priori. Nei suoi ultimi anni di priorato A. Conti è a volte affiancato da un sottopriore; poi nel 1835 comincia il sistema di avvicendamento (sottopriore-priore) che, con qualche modifica, vige ancora oggi. Due i motivi del cambiamento: 1) un priorato a lunga scadenza sta diventando un impegno troppo gravoso; 2) si cerca di coinvolgere più persone nella gestione di S. Abaco.
A metà '800 si registra la più intensa attività costruttiva di tutta la storia del santuario. Prende il via nel 1851 una serie di ampliamenti: si costruiscono un coro dietro l'altare (circa la metà di quello di adesso) e una sacrestia (dove ora c'è l'altare della Consolata), sono rifatti i soffitti e risanati alcuni muri; si inizia a costruire una vera e propria strada per salire al santuario. I lavori sull'edificio sono affidati al capomastro Felice Sanguinetti, mentre la costruzione della strada è opera di volontariato domenicale di giovani del paese, spronati dal conte Cays, che ha preso a cuore queste iniziative. È segno del crescere in quegli anni della devozione ai nostri martiri e di un fervore religioso assai sentito in paese.

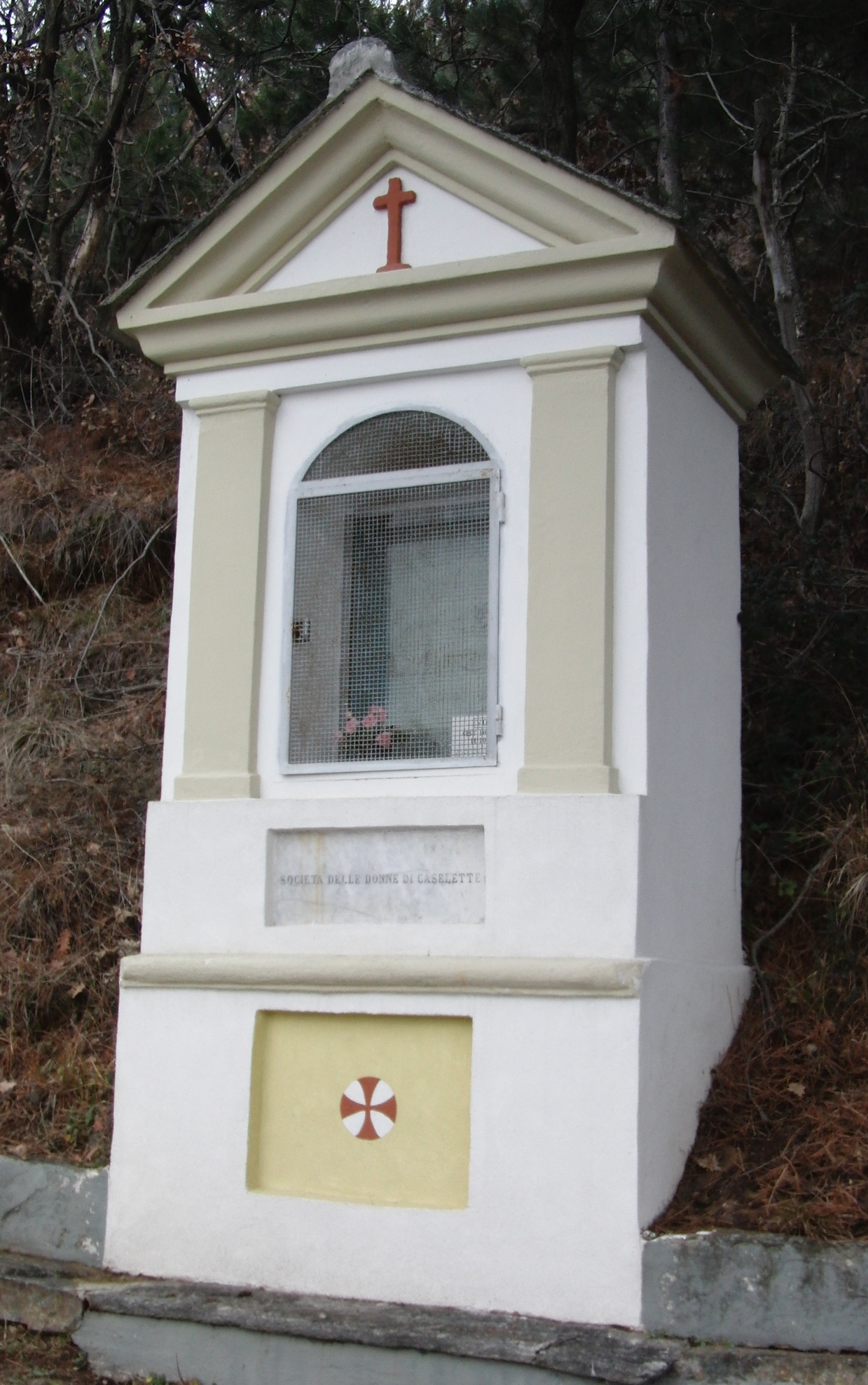
Uno dei piloncini della Via Crucis

Tra 1854 e 1856 sono costruiti i "piloni" della Via Crucis, col contributo di singoli e gruppi sia caselettesi che forestieri: don Bosco, che visita Caselette in quegli anni, definisce questa Via Crucis monumento parlante della pietà e della religione dei caselettesi.
Nuovi lavori nel 1855: si raddoppia l'area del coro (portato alle dimensioni attuali) e viene realizzato il passaggio per salire sopra e accedere a un pulpito.
Dietro questi lavori, però, non c'è un progetto organico; sono interventi decisi via via, in anni in cui la gente si mostra disponibile e si impegna con entusiasmo. I caselettesi hanno cominciato a sentire S. Abaco come un patrimonio di tutto il paese. E la partecipazione collettiva rafforza il legame con il santuario e con la venerazione di Abaco e soci.
La presenza dei fedeli alle celebrazioni è in crescita, tanto che nel 1859 si decide di riaprire il cantiere. Grazie a un lascito si finanziano altri lavori: tra 1859 e 1860 vengono costruiti il portico e la soprastante orchestra (la facciata trova così la struttura attuale), viene realizzata la navata laterale destra, sopra l'altare è ricostruita la volta.
Tra 1866 e 1870 viene risistemata la navata destra, si costruisce quella sinistra in simmetria con l'altra, viene realizzato il campanile, di fianco al coro è costruita l'attuale sacrestia e nell'area di quella vecchia viene eretto l'altare della Consolata. Il santuario raggiunge così le dimensioni e il volto architettonico che ha conservato fino ad oggi.
Tra fine ‘800 e inizio ‘900 si infittiscono gli ex voto: ricerca della protezione di S. Abaco in anni di guerra per la nazione e di povertà di vita per il paese.
La guerra tocca anche il santuario: incendi provocati da bombardamenti risparmiano la cappella, ma nel 1944 don Colombero è catturato dai nazifascisti mentre vi celebra la messa.
In anni più recenti molti lavori ordinari e straordinari consolidano l'edificio e lo abbelliscono (basilari gli interventi degli anni 1996-98: consolidamento delle fondazioni e dei muri portanti, rifacimento della copertura); l'impegno costante di priori e priore e la collaborazione di un volontariato competente e generoso rendono il santuario sempre più funzionale alla fruizione di fedeli e visitatori.

## Festa
La festività religiosa di Sant'Abaco ricorre il 19 gennaio, giorno in cui la Chiesa fa memoria dei santi Mario, Marta, Audiface e Abaco.
Le celebrazioni liturgiche al santuario sono officiate il 19 gennaio, e le domeniche precedente e seguente.
Il sabato precedente il 19 gennaio si tiene presso il santuario un pomeriggio di festa che si conclude con una fiaccolata a scendere dal santuario al paese.

## Gestione
Gestione, cura e manutenzione del santuario sono presi in carico da sempre dai Priori (ogni anno un priore e un sottopriore, per consuetudine laici e sposati, che si succedono con incarico annuale per scelta del priore in scadenza), i quali raccolgono anche le offerte per il sostentamento del santuario girando nelle case del paese nei giorni precedenti la festa e portando il "Pane di Sant'Abaco" come segno di amicizia e carità fraterna. I Priori sono affiancati da egual numero di Priore, laiche e sposate.